# Smechariki
Smechariki (en russe : смешарики, de смешные шарики, boules amusantes) ou Kikoriki est une série animée russe pour enfants créée avec le soutien du
Ministère russe pour la culture (ru). Les protagonistes, chacun étant à l'image d'un animal, aux caractères bien distincts, évoluent dans un monde marqué par l'absence de personnages négatifs. La série explore les thèmes sociétaux basiques (relations entre les personnes, respect mutuel), et parfois des thèmes plus philosophiques.

## Histoire
La série Smechariki est diffusée le 7 mai 2004.

## Personnages

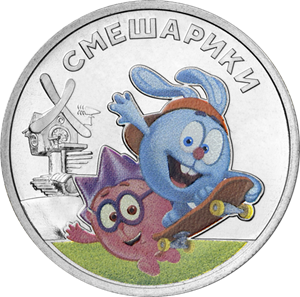
Pièce commémorative de la Banque de Russie avec deux personnages de la série.

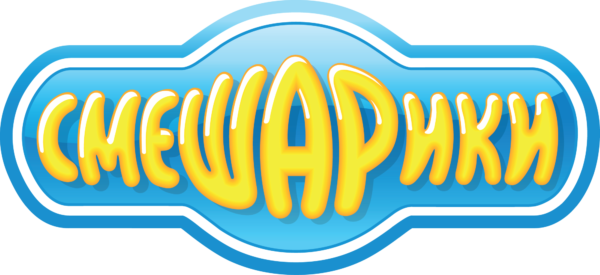
Logo original russe.

- Barache (Бараш) : un jeune mouton poète
- Yojik (Ёжик) : un jeune hérisson introverti
- Kar-Karytch (Кар-Карыч) : un corbeau âgé, artiste et ancien voyageur
- Kopatytch (Копатыч) : un ours adulte, agriculteur et apiculteur, à l'accent méridional
- Kroche (Крош) : un jeune lapereau dynamique
- Lociache (Лосяш) : un élan adulte, scientifique et amateur de jeux vidéo
- Nucha (Нюша) : un jeune porcelet femelle, amatrice de mode
- Pin (Пин) : un pingouin adulte d'origine allemande, mécanicien, maîtrisant mal la langue et ponctuant son discours de mots allemands
- Sovounya (Совунья) : une chouette femelle âgée, cuisinière et garde-malade
- Bibi (Биби) : un robot créé par Pin et son fils adoptif.